# Cristián de Hesse-Wanfried-Rheinfels
Cristián de Hesse-Wanfried-Rheinfels (Wanfried, 17 de julio de 1689-Eschwege, 21 de octubre de 1755) fue el Landgrave de Hesse-Wanfried-Rheinfels.

## Primeros años
Fue un hijo del landgrave Carlos de Hesse-Wanfried (1649-1711) y su segunda esposa Alejandrina Juliana de Leiningen-Dagsburg (m. 1703). Era landgrave de Hesse-Wanfried y Hesse-Rheinfels desde 1731 hasta su muerte.
Como un hijo menor del segundo matrimonio de su padre en una línea cadete católica de la Casa de Hesse, Cristián se pretendía originalmente que convirtiera un canónigo en Estrasburgo. Sin embargo, en 1710, a la edad de 21, optó por una carrera en lo militar. Sirvió en el ejército de Hesse-Kassel, lo más reciente como Brigadier.

### Disputa hereditaria
Después de la muerte de su padre en 1711 asumió el gobierno en Hesse-Wanfried. Su medio hermano mayor, Guillermo II, sin embargo, apareció en Wanfried en el mismo año para promocionar su propia pretensión a su parte de la herencia. La disputa tuvo que ser resuelta por el emperador. Cristián tuvo que entregar el landgraviato. En lugar de ello, recibió una pensión anual en 7500 guilders. También recibió el Castillo de Eschwege en Eschwege en 1713, después de que Hesse-Kassel hubiese devuelto su deuda con el duque de Brunswick-Bevern. Cristián renovó y expandió el castillo abandonado y añadió una capilla católica. Empezó llamándose a sí mismo Cristián de Hesse-Eschwege. Continuó usando este nombre incluso después de que heredase Hesse-Wanfried y Hesse-Rheinfels en 1731 de su medio hermano Guillermo II, que murió sin hijos.

## Reinado
Después de la muerte de su medio hermano sin hijos Guillermo en 1731, Cristián le sucedió como landgrave en 1732 y se trasladó a su residencia de Wanfried. Concluyó un tratado con su primo, el landgrave Ernesto Leopoldo de Hesse-Rotenburg para tener ambas partes de la fracción Rotenburg administrado conjuntamente por la cancillería en Rotenburg. Gradualmente trasladó su residencia de nuevo a Eschwege, donde construyó sus Establos Principescos en 1735. También en 1735, vendió el castillo de Rheinfels de nuevo a Hesse-Kassel.
Fue descrito como agradable y educado y era muy popular en Eschwege, donde usualmente residía, y en Wanfried. Aunque pasó la mayor parte de sus últimos años en Eschwege, aún visitó con frecuencia Wanfried para apoyar a los artesanos locales. Tanto en Eschwege y Wanfried, encargó numerosas obras de arte para sí mismo y su corte.

### Matrimonio
Estuvo comprometido con María Augusta, la hija del príncipe Anselmo Francisco de Thurn y Taxis. Sin embargo, el emperador Carlos VI requirió una cancelación del compromiso por razones políticas, de manera que ella pudiese casarse con el duque Carlos Alejandro de Württemberg, el gobernador de Serbia, lo que ella hizo en mayo de 1727. Cristián lamentó su gran amor durante largo tiempo.
Finalmente se casó, a los 42 años de edad, con su sobrina, María Francisca de Hohenlohe-Bartenstein, la hija de su hermana Sofía Leopoldina. El matrimonio no tuvo hijos.

## Muerte
Cristián murió de una apoplejía el 21 de octubre de 1755 en los escalones de la iglesia en Eschwege. Fue enterrado en la cripta familiar en el Hülfensberg. Su viuda se trasladó a Fráncfort, donde murió el 11 de diciembre de 1757.
Con su muerte, la línea Hesse-Wanfried se extinguió después de 88 años. Su territorio pasó a Hesse-Rotenburg.